# Vélez-Málaga
Vélez-Málaga ist eine Stadt in Andalusien im Süden Spaniens. Sie liegt in der Provinz Málaga,  im östlichen Teil der Provinz, der Axarquía, und bildet die Hauptstadt dieses Landkreises, 28 Kilometer von der Stadt Málaga entfernt.
Der durchschnittliche jährliche Niederschlag liegt bei 470 l/m² und die Temperatur beträgt im Schnitt 18 °C.
Die Fläche des Ortes beträgt 156 km², die Einwohnerzahl 85.990 (Stand: 2024). Die Bewohner werden als „Veleños“ bezeichnet.
Vélez-Málaga besteht aus mehreren Ortsteilen: Torre del Mar, Benajarafe, Triana, Trapiche, Almayate Bajo und Almayate Alto, Cajiz, Chilchez und Mezquitilla. Nur etwa die Hälfte aller Einwohner des gesamten Gemeindegebietes wohnt in der Stadt Vélez-Málaga selbst.
Die Straßenbahn Vélez-Málaga verband von Oktober 2006 bis Juni 2012 Vélez-Málaga mit Torre del Mar.
Nordwestlich der Stadt liegt der Flughafen Aeródromo de La Axarquía, der vom Real Aeroclub de Málaga betrieben wird.

## Söhne und Töchter der Stadt
- María Zambrano (1904–1991), Philosophin, Lyrikerin und Essayistin
- Amparo Muñoz (1954–2011), Schauspielerin und Miss Universe 1974
- Fernando Hierro (* 1968), Fußballspieler

## Weblinks

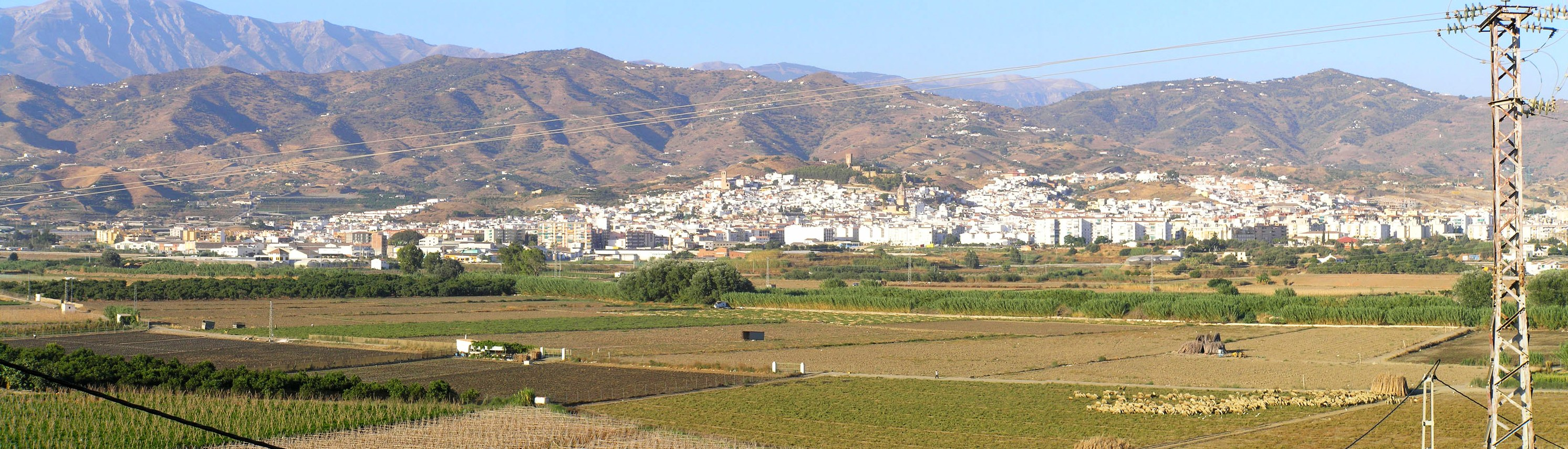
Vélez-Málaga